# Issei Kumatoriya
Issei Kumatoriya (japanisch 熊取谷 一星 Kumatoriya Issei; * 14. Februar 2003 in Hamamatsu, Präfektur Shizuoka) ist ein japanischer Fußballspieler.

## Karriere

### Verein
Issei Kumatoriya erlernte das Fußballspielen in der Schulmannschaft der Kaiseikan High School sowie in der Universitätsmannschaft der Meiji-Universität. Seinen ersten Vertrag unterschrieb er im Februar 2025 bei Tokyo Verdy. Der Verein aus der Präfektur Tokio spielt in der ersten Liga, der J1 League. Sein Erstligadebüt gab Issei Kumatoriya am 22. Februar 2025 (2. Spieltag) im Auswärtsspiel gegen die Kashima Antlers. Bei der 4:0-Niederlage stand er in der Startelf und wurde nach der Halbzeitpause gegen Sōma Meshino ausgewechselt.

### Nationalmannschaft
Issei Kumatoriya spielte von 2023 bis 2024 sechsmal in der japanischen U20-Nationalmannschaft.